# Rajd Karkonoski 2002
Rajd Karkonoski 2002 – 22. edycja Rajdu Karkonoskiego. Był to rajd samochodowy rozgrywany od 27 do 28 września 2002 roku. Była to ósma runda Rajdowych Samochodowych Mistrzostw Polski w roku 2002 oraz trzydziesta siódma runda Rajdowych Mistrzostw Europy w roku 2002 (rajd miał współczynnik - 5). Składał się z osiemnastu odcinków specjalnych.

## Wyniki końcowe rajdu[1]
| Miejsce | Kierowca               | Pilot              | Samochód                 | Czas      | Strata   | Grupa Klasa |
| ------- | ---------------------- | ------------------ | ------------------------ | --------- | -------- | ----------- |
| 1       | Leszek Kuzaj           | Erwin Mombaerts    | Peugeot 206 WRC          | 2:12:26.5 | -        | A8          |
| 2       | Zbigniew Gabryś        | Maciej Baran       | Mitsubishi Lancer Evo VI | 2:19:16.1 | +6:49.6  | N4          |
| 3       | Paweł Dytko            | Tomasz Dytko       | Mitsubishi Lancer Evo VI | 2:20:11.1 | +7:44.6  | N4          |
| 4       | Dariusz Chudobiński    | Przemysław Szulc   | Mitsubishi Lancer Evo VI | 2:26:05.5 | +13:39.0 | N4          |
| 5       | Mariusz Pelikański     | Daniel Dymurski    | Peugeot 206 XS           | 2:28:51.1 | +16:24.6 | A6          |
| 6       | Piotr Adamus           | Magdalena Zacharko | Peugeot 206 XS           | 2:29:47.0 | +17:20.5 | A6          |
| 7       | Grzegorz Grzyb         | Maciej Wilk        | Peugeot 206 XS           | 2:30:20.5 | +17:54.0 | A6          |
| 8       | Maciej Lubiak          | Dariusz Brodnicki  | Renault Clio Sport       | 2:31:10.6 | +18:44.1 | N3          |
| 9       | Marcin Opałka          | Przemysław Bosek   | Renault Mégane Coupé 16v | 2:31:40.5 | +19:14.0 | A7          |
| 10      | Maksymilian Kilanowski | Rafał Bożek        | Peugeot 206 XS           | 2:32:36.7 | +20:10.2 | A6          |